# Charles Dovalle
Charles Dovalle est un poète français né à Montreuil-Bellay 23 juin 1807 et mort en duel à Paris le 30 novembre 1829.

## Biographie
Descendant d'une longue lignée d'hommes de loi et d'officiers de finances du Saumurois, Charles Dovalle naquit à Montreuil-Bellay le 23 juin 1807. Il fit de brillantes études au collège de Saumur, où il écrivit des poèmes remarqués. Après des études de droit à Poitiers, il partit pour Paris et se lança avec ardeur dans la vie littéraire. Il publia des poésies en forme de chansons, qui figurent toujours dans les manuels de morceaux choisis, comme Bergeronnette, Mon Rêve, Le Curé de Meudon, Le Sylphe... Obligé de se consacrer à des travaux de jurisprudence, tout en écrivant dans Le Figaro, il devint rédacteur au Journal des Salons. Le jeune homme, qui habitait alors rue de la Harpe, n'en continuait pas moins à se consacrer à la poésie. 

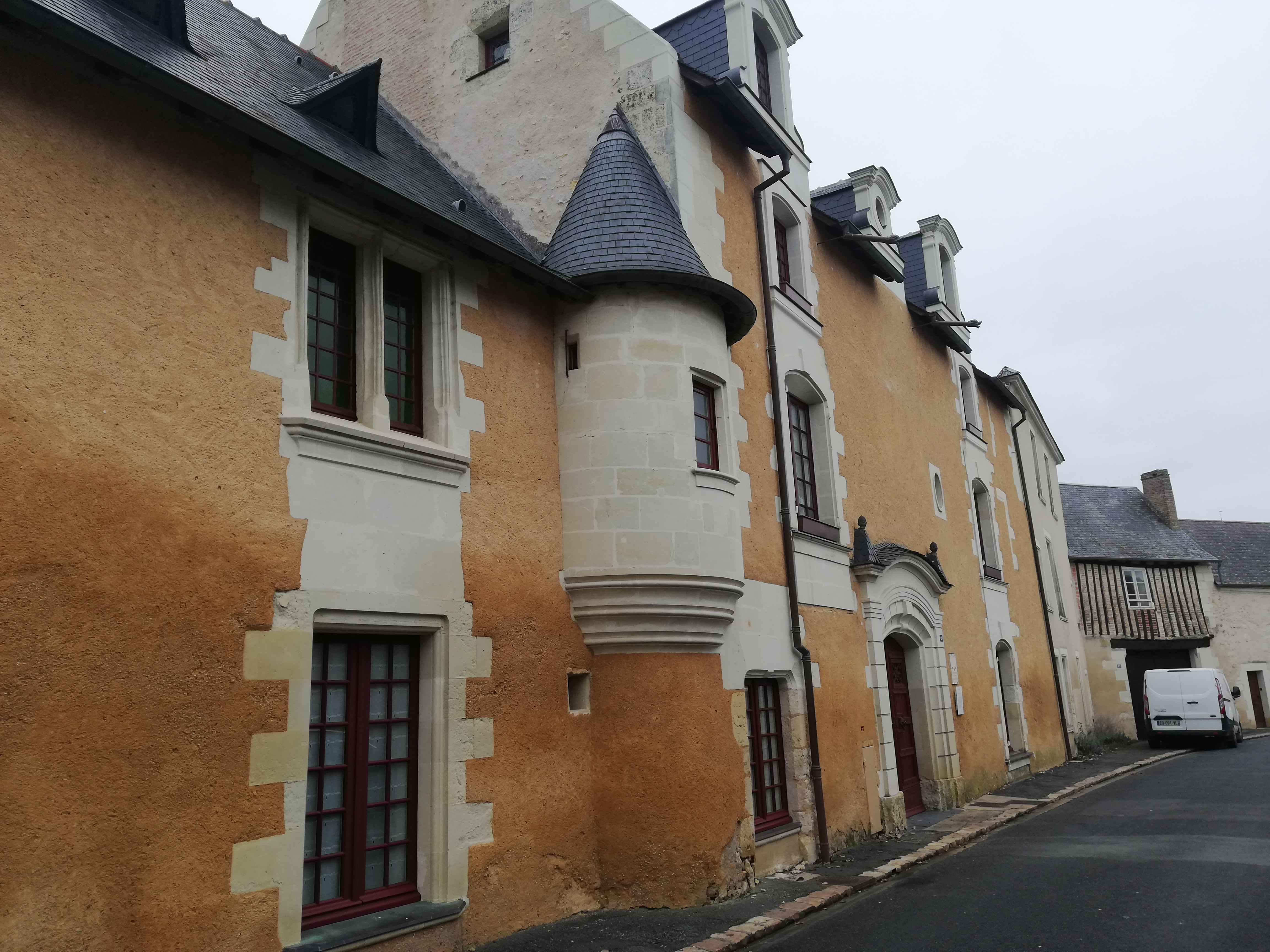
Maison natale de Charles Dovalle.

Malheureusement, sa carrière devait être interrompue prématurément par une mort tragique à l'âge de 22 ans. Critique théâtral, il commit un calembour facile sur Mira, le directeur du théâtre des Variétés, qui lui avait refusé l'entrée de son établissement. Il écrivit dans Le Lutin : « Mira peut être Mira-sévère, mais il ne sera jamais Mira-beau ». Ce dernier, qui était laid et vindicatif, le provoqua en duel. Blessé à l'épaule à la suite d'un premier assaut à l'épée, il exigea contre toutes les règles que le duel se poursuive au pistolet ; au troisième échange, le pauvre Dovalle fut touché, après que la balle eut traversé son portefeuille, et mourut le 30 novembre 1829. Une colonne de marbre blanc fut érigée sur sa tombe dans le cimetière de Montmartre,.
L’édition complète de ses œuvres, Le Sylphe, Poésies de feu Charles Dovalle, parut à Paris aux éditions Ladvocat, Palais-Royal, en 1830, avec une préface de Victor Hugo.